# Мухтаров, Саиб-Гусейн Фармуд оглы
Саиб-Гусейн Фармуд оглы Мухтаров (азерб. Sahibhüseyn Fərmud oğlu Muxtarov; 4 марта 1906, Бакинский уезд — 9 июля 1971, Баку) — советский азербайджанский машиностроитель, Герой Социалистического Труда (1971).

## Биография
Родился 4 марта 1906 года в селе Балаханы близ Баку (ныне посёлок).
Начал трудовую деятельность в 1920 году. С 1928 года — на предприятиях нефтяного машиностроения, с 1939 года — сверловщик механо-сборочного цеха № 2 Кишлинского машиностроительного завода.
Саиб-Гусейн Мухтаров проявил себя на работе умелым работником, тщательно изучал все характеристики рабочего станка. К станку машиностроитель относился бережно, быстро выходящий из строя станок у Саиб-Гусейна Мухтарова проработал 10 лет без ремонта. Производимые Мухтаровым детали буровых агрегатов выходили настолько качественными, что минуя проверку техотдела сразу отправлялись на производство. Усердно выполнял дневные нормы, выполнял планы на 150—180 процентов. Плановые задания VIII пятилетки Саиб-Гусейн Мухтаров выполнил за 4 года, а на момент награждения званием Героя Социалистического Труда в апреле 1971 года, выполнял задания августа этого же года. Мухтаров вдохновил на трудовые подвиги и своих учеников — Исрафила Шабанова, Арифа Бабаева, Вагаршака Дилиджанова и других.
Указом Президиума Верховного Совета СССР от 20 апреля 1971 года за выдающиеся производственные достижения в выполнении заданий пятилетнего плана по развитию химического и нефтяного машиностроения Мухтарову Саиб-Гусейну Фармуд оглы присвоено звание Героя Социалистического Труда с вручением ордена Ленина и золотой медали «Серп и Молот».
Активно участвовал в общественной жизни Азербайджана. Избирался депутатом Наримановского районного Совета депутатов трудящихся города Баку.
Скончался 9 июля 1971 года в городе Баку.